# Felix Afena-Gyan
Felix Ohene Afena-Gyan (ur. 19 stycznia 2003 w Sunyani) – ghański piłkarz, występujący na pozycji napastnika we włoskim klubie US Cremonese oraz w reprezentacji Ghany. Wychowanek EurAfrica FC.